# Extrait de parfum

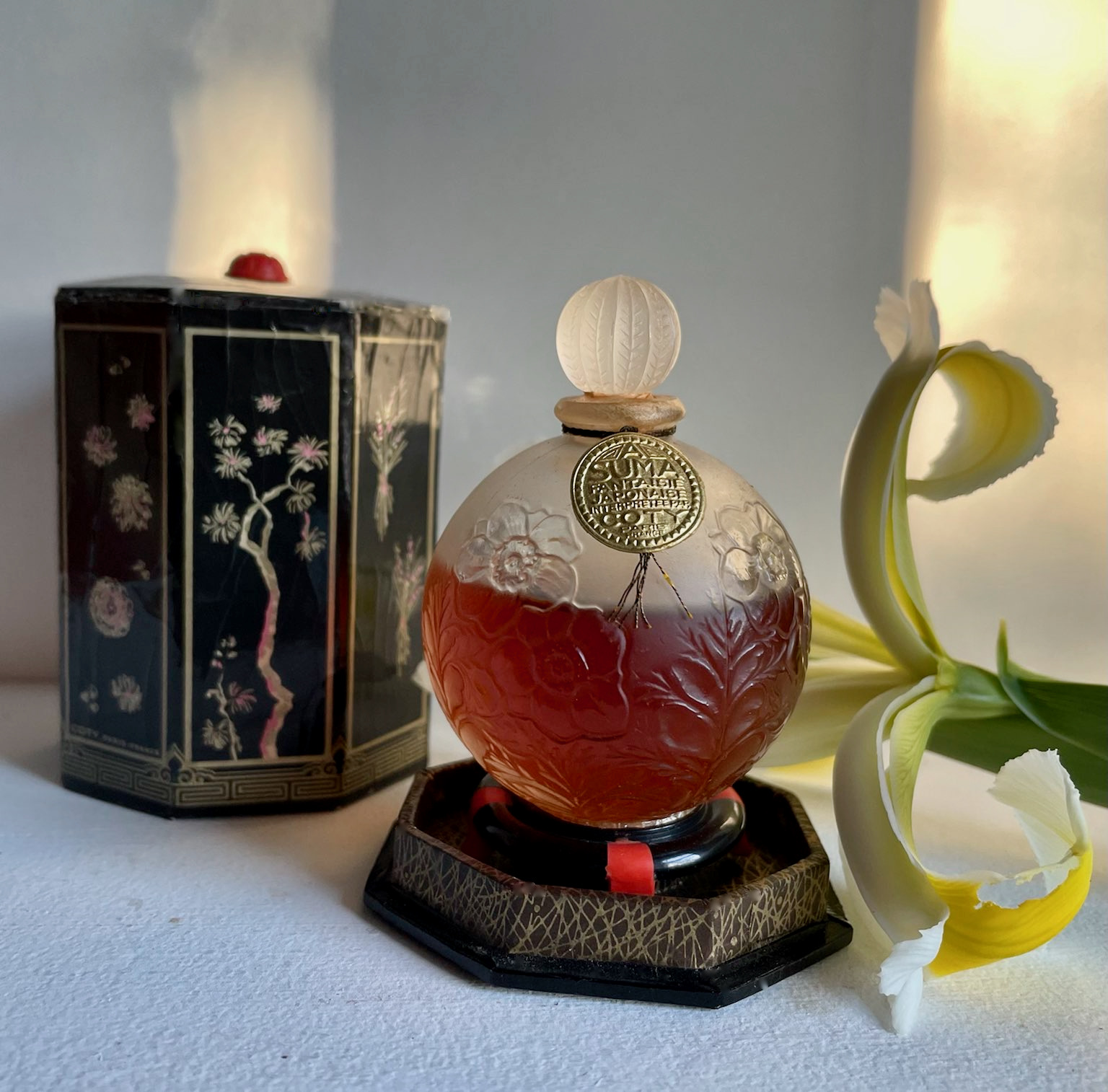
Flacon de parfum

Une extrait de parfum est un parfum concentré (entre 20 et 40 % de composés aromatiques), c'est la concentration la plus forte du commerce.
L’extrait n’est toutefois pas un assemblage pur de matières premières (formule brute utilisée par le parfumeur, aussi appelée concentré ou concrète) puisqu’il contient également des excipients.